# Avessé
Avessé é uma comuna francesa na região administrativa do País do Loire, no departamento de Sarthe. Estende-se por uma área de 18.72 km². Em 2010 a comuna tinha 386 habitantes (densidade: 20,6 hab./km²).